# تفاحة في الوسط
تفاحة في الوسط هي رواية للصف المتوسط كتبتها دون كويجلي، نُشرت في 2 أغسطس 2018 بواسطة مطبعة جامعة ولاية داكوتا الشمالية.

## الاستقبال
تلقت رواية تفاحة في الوسط مراجعة مميزة بنجمة من مجلة سكول لايبراري جورنال  بالإضافة إلى مراجعة إيجابية من مجلس عائلة مونتيسوري.
| سنة  | جائزة / شرف                                      | نتيجة  | المرجع. |
| ---- | ------------------------------------------------ | ------ | ------- |
| 2018 | جائزة شعاع القمر الذهبية                         | الفائز | [ 4 ]   |
| 2019 | جائزة كتاب الناشر المستقل لرواية الشباب البالغين | الفائز | [ 5 ]   |
| 2019 | جائزة ويلا الأدبية للرواية والواقعية للشباب      | مرشحة  | [ 6 ]   |
| 2020 | جائزة أدب الشباب الهندي الأمريكي                 | مرشحة  | [ 7 ]   |
| 2020 | البحيرات الكبرى كتب عظيمة                        | مرشحة  | [ 8 ]   |
| 2020 | حكايات وميض جمعية مكتبات داكوتا الشمالية         | مرشحة  | [ 9 ]   |